# Chiquinho (futbolista nacido en 2000)
Francisco Jorge Tavares Oliveira (Cascaes, 5 de febrero de 2000) es un futbolista portugués. Juega de extremo y su equipo es el F. C. Alverca de la Primeira Liga.

## Trayectoria

### Estoril
Chiquinho se formó en las inferiores del Sporting de Lisboa y en 2019 fichó por el G. D. Estoril de la Segunda Liga. Debutó por el Estoril el 18 de enero de 2020 ante el Académica de Coimbra.
Disputó 13 encuentros en la temporada 2020-21, donde el club aseguró su regreso a la Primeira Liga.

### Wolverhampton Wanderers
El 17 de enero de 2022 fichó por el Wolverhampton Wanderers F. C. de la Premier League, firmando un contrato por tres años y medio. Debutó en su nuevo club el 5 de febrero ante el Norwich City en la FA Cup.
En la temporada 2022-23 no pudo jugar ningún partido debido a una lesión de rodilla. Con el objetivo de tener más minutos, en julio de 2023 fue cedido al Stoke City F. C. por un año. Sin embargo, el 1 de septiembre se canceló la cesión para ser prestado al F. C. Famalicão. En este equipo jugó 27 partidos, anotando cinco goles, y en agosto de 2024 fue cedido al R. C. D. Mallorca.
En julio de 2025 dejó definitivamente el conjunto inglés y se unió al F. C. Alverca por tres temporadas.

## Selección nacional
Chiquinho debutó con la selección sub-21 de Portugal el 12 de noviembre de 2021 ante Chipre en la clasificación para la Eurocopa Sub-21 de 2023.

## Estadísticas
Actualizado al último partido disputado el 1 de febrero de 2025.
| Club | Div.          | Temporada     | Liga  | Liga  | Copas nacionales(1) | Copas nacionales(1) | Total | Total |
| Club | Div.          | Temporada     | Part. | Goles | Part.               | Goles               | Part. | Goles |
| --- | ------------- | ------------- | ----- | ----- | ------------------- | ------------------- | ----- | ----- |
| G. D. Estoril Praia Portugal | 2.ª           | 2019-20       | 8     | 1     | 0                   | 0                   | 8     | 1     |
| G. D. Estoril Praia Portugal | 2.ª           | 2020-21       | 13    | 0     | 3                   | 1                   | 16    | 1     |
| G. D. Estoril Praia Portugal | 1.ª           | 2021-22       | 15    | 3     | 5                   | 1                   | 20    | 4     |
| G. D. Estoril Praia Portugal | Total club    | Total club    | 36    | 4     | 8                   | 2                   | 44    | 6     |
| Wolverhampton Wanderers F. C. Inglaterra                                                                                                 | 1.ª           | 2021-22       | 8     | 0     | 1                   | 0                   | 9     | 0     |
| Wolverhampton Wanderers F. C. Inglaterra                                                                                                 | 1.ª           | 2022-23       | 0     | 0     | 0                   | 0                   | 0     | 0     |
| Stoke City F. C. Inglaterra | 2.ª           | 2023-24       | 3     | 0     | 1                   | 0                   | 4     | 0     |
| Stoke City F. C. Inglaterra | Total club    | Total club    | 3     | 0     | 1                   | 0                   | 4     | 0     |
| F. C. Famalicão Portugal | 1.ª           | 2023-24       | 27    | 5     | 0                   | 0                   | 27    | 5     |
| F. C. Famalicão Portugal | Total club    | Total club    | 27    | 5     | 0                   | 0                   | 27    | 5     |
| Wolverhampton Wanderers F. C. Inglaterra                                                                                                 | 1.ª           | 2024-25       | 1     | 0     | 1                   | 0                   | 2     | 0     |
| Wolverhampton Wanderers F. C. Inglaterra                                                                                                 | Total club    | Total club    | 9     | 0     | 2                   | 0                   | 11    | 0     |
| R. C. D. Mallorca · España | 1.ª           | 2024-25       | 8     | 0     | 1                   | 0                   | 9     | 0     |
| R. C. D. Mallorca · España | Total club    | Total club    | 8     | 0     | 1                   | 0                   | 9     | 0     |
| F. C. Alverca Portugal | 1.ª           | 2025-26       | 0     | 0     | 0                   | 0                   | 0     | 0     |
| F. C. Alverca Portugal | Total club    | Total club    | 0     | 0     | 0                   | 0                   | 0     | 0     |
| Total carrera | Total carrera | Total carrera | 83    | 9     | 12                  | 2                   | 95    | 11    |
| (1) Incluye datos de la Copa de Portugal, la Copa de la Liga de Portugal, la FA Cup, la Copa de la Liga de Inglaterra y la Copa del Rey. |               |               |       |       |                     |                     |       |       |

## Palmarés

### Títulos nacionales
| Título                       | Club                | País     | Año     |
| ---------------------------- | ------------------- | -------- | ------- |
| Segunda División de Portugal | G. D. Estoril Praia | Portugal | 2020-21 |